# Боксберг (Верхня Лужиця)
Боксберг (нім. Boxberg, в.-луж. Hamor) — громада в Німеччині, розташована в землі Саксонія. Входить до складу району Герліц, що підпорядковується адміністративному округу Дрезден.
Площа — 217,02 км2. Населення становить 4337 ос. (станом на 31 грудня 2020).
Офіційною мовою в населеному пункті, крім німецької, є верхньолужицька.

## Адміністративний поділ
Громада підрозділяється на 18 сільських округів. 

## Галерея

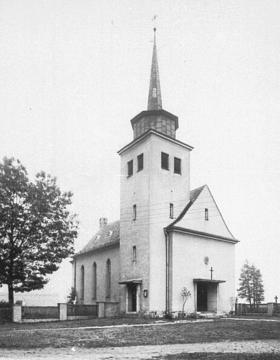
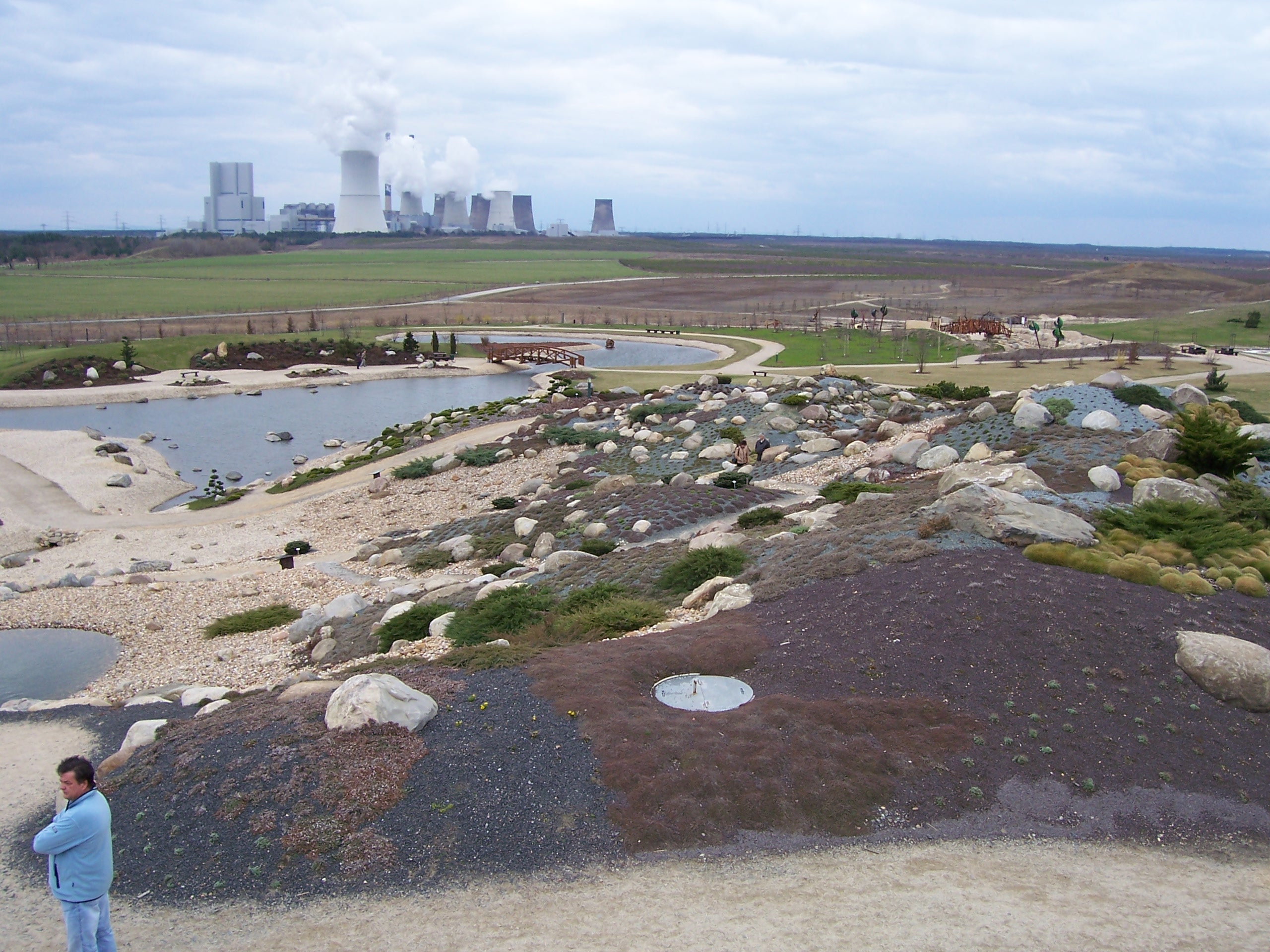